# Pangonius haustellatus
Pangonius haustellatus är en tvåvingeart som först beskrevs av Fabricius 1781.  Pangonius haustellatus ingår i släktet Pangonius och familjen bromsar. Inga underarter finns listade i Catalogue of Life.